# GMOプレイミュージック
GMOコネクト (旧GMOプレイミュージック←クロノス) はGMOインターネットの子会社である。

## 歴史
- 2015年 ゲームアプリ『束縛彼女』をリリース[2]
- 2016年 リズムゲームアプリ『8 beat Story♪』をリリース
- 2019年 東京都渋谷区桜丘町23番17号より移転し、社名をクロノスからGMOプレイミュージックへと変更[1]
- 2020年 『束縛彼女』がドラマ化されTOKYO MXで一部が放送される[2]
- 2021年 社名をGMOプレイミュージックからGMOコネクトへと変更[1]
- 2022年 GMOライブゲームスを吸収合併[1]

## 音楽ゲーム

### 過去

#### ガールズビートステージ♪
2018年にリリースされたモバイル向けアイドルリズムゲーム。2020年5月31日サービス終了。登場アイドルはディアステージ所属グループ (でんぱ組.inc、CYNHN、ENGAG.ING、ディア☆、Mi☆nA、寺嶋由芙、虹のコンキスタドール、愛乙女☆DOLL、Chu☆Oh!Dolly、ピンキー!ノーラ&ペトラ、シンセカイセン、妄想キャリブレーション)、=LOVE、まねきケチャ、Kiss Bee、わーすた、CY8ER、神宿、26時のマスカレイド、A応P、notall、アキシブproject、FES☆TIVE、Luce Twinkle Wink☆、放課後プリンセス、煌めき☆アンフォレント、ナナランド、Ange☆Reve、amiinA、Yamakatsuなど。

#### キングビートスタジアム!
2019年にリリースされたモバイル向けアイドルリズムゲーム。2020年5月31日サービス終了。登場アイドルはBOYS AND MEN、祭nine.、BOYS AND MEN研究生、Rush×300、NEVA GIVE UP、CUBERS、CoLoN:、AsteRisM。

#### アイコイノート
2020年4月27日にリリースされたモバイル向け恋愛リズムゲーム。2022年4月30日サービス終了。登場アイドルはでんぱ組.inc、虹のコンキスタドール、ラストアイドル、わーすた、神宿、バンドじゃないもん！MAXX NAKAYOSHI、SUPER☆GiRLS、URA-KISS、FES☆TIVE、真っ白なキャンバス、神使轟く、激情の如く。、寺嶋由芙、かみやど、WILL-O'。

#### REALIVE!〜帝都神楽舞隊〜
2020年1月にリリースされたモバイル向けアイドルリズムゲーム。2023年1月31日サービス終了。元々はGMOライブゲームスが提供していた。

## 束縛彼女シリーズ
束縛彼女シリーズは漫画表現を用いた育成ゲームアプリとなっていた。
- 束縛彼女[2]
- [続]束縛彼女[2]
- イケナイ彼女[2]
- ツンデレ彼女[2]
- マジ病み彼女[2]
- [超]束縛彼女

### ドラマ
束縛彼女は前述の通り2020年にドラマ化され全4話がTOKYO MXで放送された。また2021年には続編の『束縛彼女REBUILD』が登場した。

#### 主要キャスト
- 橘美玲（束縛彼女）：川上明莉[2]
- ERIKA（ツンデレ彼女）：池田ゆうな[2]
- 瑠海（イケナイ彼女）：萌風[2]
- ピノコ（マジ病み彼女）：さぁめろ[2]

#### 放送リスト
| 回      | 初回放送日    |
| ------- | ------------- |
| 1       | 2020年1月6日  |
| 2       | 2020年1月13日 |
| 3       | 2020年1月20日 |
| 4（終） | 2020年1月27日 |

## その他の過去のゲーム
新感覚シリーズ
- 昭和食堂物語
- 昭和茶屋物語
- 東京下町物語
- ひよこ飼育係
- こびと日記

「超ハマる○○ゲーム」シリーズ
- 料理の達人
- 全国リバーシ選手権
- がったいモンスター!
- ねこねこ大戦争

「○○を育てる楽しい○○ゲーム」シリーズ
- すいぞく館
- ねこカフェ
- わんわんランド
- どうぶつ園
- ようぎゅう場
- ようけい場
- アイドルスクール
- 北極どうぶつ園
- うさぎ小屋
- ぼくのハムスター
- たけのこ野郎
- モンスターランド
- カルガモの親子
- クマさんの森

「○○達と一緒にお店を盛り上げよう!!」シリーズ
- ねこのパン屋さん
- ねこのお弁当屋さん
- ねこの屋台
- ねこのコンビニ
- ねこのファミレス
- いぬのパン屋さん

「つくって売って○○をでっかく!」シリーズ
- コンビニの達人
- パン屋の達人
- 駅弁の達人
- イタリアンの達人
- フレンチの達人
- 給食の達人
- 居酒屋の達人
- ファーストフードの達人
- ファミレスの達人
- 屋台の達人
- 購買の達人
- 昭和食堂の達人
- 旅館の達人
- お花見の達人
- 花火大会の達人
- 文化祭の達人
- クリスマスの達人
- お正月の達人
- 道具屋の達人
- どんぶりの達人
- カレー屋の達人
- 焼き肉の達人
- 無人島の達人
- 宅配ランチの達人
- お寿司の達人
- 韓国料理の達人
- 合コンの達人
- 北海道の達人
- BBQの達人
- 海の家の達人
- 海賊食堂の達人
- そば屋の達人
- 沖縄料理の達人
- 和食の達人

「美少女×料理ゲーム」シリーズ
- 中華少女と秘密のレシピ
- 海の家少女と秘密のレシピ
- コンビニ少女と秘密のレシピ
- パン焼き少女と秘密のレシピ
- お祭少女と秘密のレシピ
- 温泉少女と秘密のレシピ
- 道具屋少女と秘密のレシピ

「伝説の○○を捕まえよう!!」シリーズ
- どうぶつハンター
- おさかなハンター

その他の動物もの
- 大合戦 ねこ島奮闘記
- ねこねこアイランド
- 大阪弁にゃんこ
- くまのぷうたん
- ねこさがし
- ねこにわ
- ぼくとわんこ
- ねこズサァァァー!!
- 開拓！ねこねこ島
- いぬさがし
- いぬにわ
- バーコードすいぞく館
- 猫と不思議なダンジョン

その他
- 育ててアイドルの卵
- 深夜コンビニ物語
- モテ期到来!?ハンサム物語
- モンスターの卵と不思議なダンジョン
- ポケットファンタジー
- 侍タクティクス
- 無限の国のアリス